# Horská služba (Lázně Libverda)

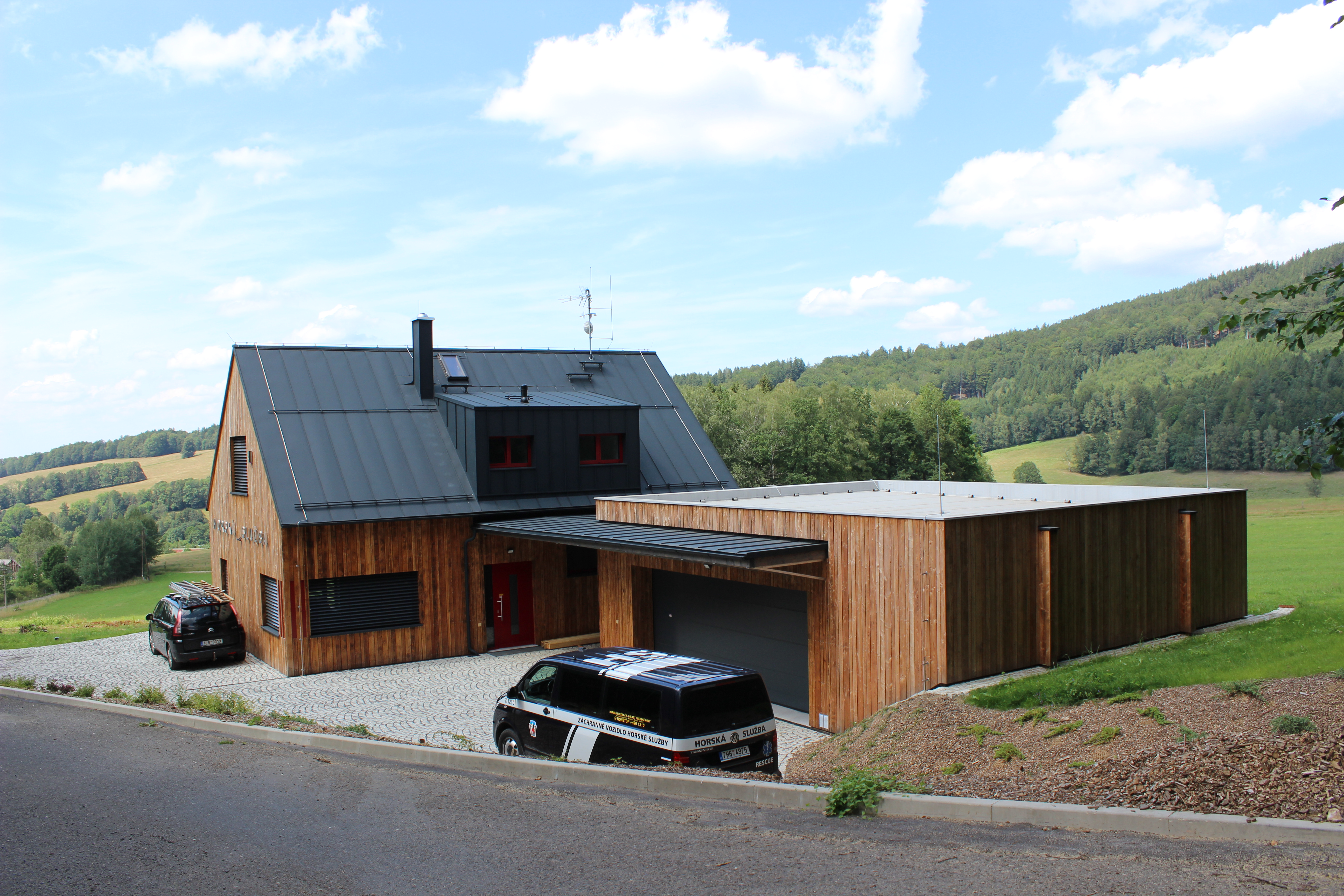
Libverdská služebna Horské služby od roku 2024

Horská služba má v Lázních Libverdě, obci ve Frýdlantském výběžku na severu Libereckého kraje, svou služebnu od roku 2011.

## Služebny
Sídlila zde v prostorách budovy, v níž v tu dobu byla restaurace Vzlet, a techniku měla uskladněnu v místní hasičské zbrojnici, vzdálené asi půl kilometru. Toto rozdělení však nebylo vyhovující, a proto si na počátku roku 2014 nechali záchranáři vybudovat montovanou stavbu u parkoviště při silnici III/29015 na západní straně obce. Náklady na stavbu neměly přesáhnout 900 tisíc korun českých a pocházely z přeshraničního česko–polského programu. Otevření objektu se uskutečnilo 10. května 2014 slavností zahajovanou v 10 hodin.
Po deseti letech (na jaře 2024) se záchranáři přesunuli do novostavby objektu (dům číslo popisné 218), jenž byl zbudován u někdejší libverdské chaty Jizerka. V objektu mají jak ošetřovnu, tak rovněž společenskou místnost. Ošetřovna je koncipována tak, že do ní může vjet čtyřkolka nebo automobil se zraněným, záchranáři ho zde mohou ošetřit a vyčkat do příjezdu sanitního vozu, se kterým lze zajet až k ošetřovací místnosti a pacienta do něj pohodlně přeložit. Objekt navíc disponuje prostornou garáží k uložení techniky.

## Rozsah činnosti záchranářů
Pracovníci služby pomáhají potřebným jak na severní straně Jizerských hor, tak zasahují také při událostech na trasách Singltreku pod Smrkem, jež má u stanoviště horské služby využívané do roku 2024 jeden ze svých nástupních bodů, odkud cyklisté na jeho trasy vyrážejí. Služeb záchranářů Horské služby v případě nutnosti využívají také horolezci navštěvující turisticky oblíbená lezecká místa v této oblasti.